# Saatchi and Saatchi
 (février 2021).
Saatchi & Saatchi est une agence de publicité fondée en 1970 par lord Maurice Saatchi et son frère Charles Saatchi, collectionneur d'art contemporain. 

## Histoire
L'agence a réalisé la campagne publicitaire pour le Parti conservateur en 1979, campagne couronnée de succès qui voit l'élection de Margaret Thatcher.[réf. nécessaire]
Saatchi and Saatchi est acquise par Publicis en 2000. Son CEO est Kevin Roberts.